# Don’t Know What You Got (Till It’s Gone)
Don’t Know What You Got (Till It’s Gone) ist der Titel eines Liedes der US-amerikanischen Rockband Cinderella und stammt von deren zweiten Album Long Cold Winter, dessen zweite ausgekoppelte Single es war.

## Hintergrund
Nachdem die Gruppe mit dem Debütalbum Night Songs 1986 sehr erfolgreich gewesen war (Platz 3 der Billboard 200, drei Singles in den US-Single-Charts, sowie eine Goldene Schallplatte nach einer US-Tournee als Vorgruppe von Bon Jovi), begab sich die Band 1988 mit Produzent Andy Johns ins Studio, um das Nachfolgealbum aufzunehmen. Johns, bekannt durch seine Arbeit als Toningenieur für Led Zeppelin, hatte bereits das Debütalbum produziert. Neben Johns beteiligten sich jedoch auch Sänger Tom Keifer und Bassist Eric Brittingham an der Produktionsarbeit.
Long Cold Winter wurde am 9. September 1988 mit einer Goldenen und einer Platin-Schallplatte für mehr als 1 Million verkaufte Alben ausgezeichnet. Noch im November desselben Jahres gab es Doppelplatin und am 23. Januar 1997 erhielt die Gruppe für das Album die Dreifach-Platinauszeichnung.
Don’t Know What You Got (Till It’s Gone) war die erste ausgekoppelte Single des Albums. Das Lied war im Vergleich zur auf dem Album enthaltenen Version um 55 Sekunden gekürzt und hatte eine Länge von 4:48 Minuten. Als B-Seite enthielt die Schallplatte den Titel Fire and Ice. Es war die erste Single der Band, die auch als CD veröffentlicht wurde.
Die CD enthielt neben dem Titelsong die Lieder Fire and Ice, Long Cold Winter und Push, Push vom Album Nightsongs. Andere Ausgabeformate waren die bis dahin übliche Siebenzoll-Schallplatte, ebenso eine Zwölfzollplatte, die zusätzlich eine Live-Version des Liedes Push, Push enthielt. Eine weitere, in den Niederlanden veröffentlichte Maxisingle, enthielt die Albumversion des Liedes mit einer Länge von 5:43 Minuten, die Liveaufnahme einer Coverversion von Jumpin’ Jack Flash, sowie eine Liveversion des Liedes Nobody’s Fool vom Debütalbum des Band.

## Rezeption
Das Lied erreichte Platz zwölf der US-amerikanischen Single-Charts und damit die beste Platzierung der vier ausgekoppelten Singles aus dem Album.